# Résolution 1850 du Conseil de sécurité des Nations unies
Membres permanents
- Chine
- États-Unis
- France
- Royaume-Uni
- Russie

Membres non permanents
- Afrique du Sud
- Burkina Faso
- Belgique
- Costa Rica
- Croatie
- Indonésie
- Italie
- Libye
- Panama
- Viet Nam

Résolution no 1849 Résolution no 1851
La résolution 1850 du Conseil de sécurité des Nations unies a été adoptée le 16 décembre 2008. Le Conseil de sécurité appelle les Israéliens et les Palestiniens, les États du Moyen-Orient et les organisations internationales à intensifier leurs efforts pour parvenir à une solution à deux États dans le cadre du conflit israélo-palestinien, ainsi qu'à la coexistence pacifique entre tous les États de la région.

## Résolution
Le Conseil de sécurité réaffirme son soutien aux accords et aux négociations résultant du sommet de 2007 sur le Moyen-Orient à Annapolis (dans le Maryland),
Adoptant la résolution par 14 voix contre 0, la Libye s'abstenant, à l'issue d'une réunion au cours de laquelle quatre membres permanents étaient représentés par des ministres et d'autres hauts fonctionnaires, le Conseil a déclaré son attachement à l'irréversibilité des négociations bilatérales en cours entre les Israéliens et les Palestiniens, et a soutenu "leurs efforts déterminés pour atteindre leur objectif de conclure un traité de paix résolvant toutes les questions en suspens…".
À cette fin, le Conseil a appelé les deux parties à s'acquitter de leurs obligations et à s'abstenir de prendre des mesures qui pourraient saper la confiance ou préjuger du résultat des négociations. Il a appelé les États et les organisations internationales à contribuer à une atmosphère propice aux négociations et à aider l’Autorité palestinienne. Dans le même temps, il a instamment demandé d'intensifier les efforts diplomatiques pour favoriser "la reconnaissance mutuelle et la coexistence pacifique entre tous les États de la région dans le contexte de l'instauration d'une paix globale, juste et durable au Moyen-Orient".
Le Conseil s'est félicité de l'examen par le Quatuor diplomatique du Moyen-Orient (les Nations unies, les États-Unis, l'Union européenne et la fédération de Russie), en consultation avec les parties lors d'une réunion internationale à Moscou en 2009.
Avant de se prononcer sur le texte, tous les membres du Conseil ont pris la parole en suivant les dirigeants du Quatuor, Ban Ki-moon, secrétaire général des Nations unies ; Condoleezza Rice, secrétaire d'État des États-Unis; Sergueï Lavrov, ministre des affaires étrangères de la fédération de Russie ; David Miliband, secrétaire d’État aux affaires étrangères et du Commonwealth du Royaume-Uni; et le représentant de la France, qui assure actuellement la présidence de l'Union européenne.
Le secrétaire général a demandé au Conseil d'agir pour aider à " mettre fermement, définitivement et irréversiblement la voie de la paix au Moyen-Orient" en adoptant la résolution.
À la suite de l'intervention de Ban Ki-moon, la plupart des membres du Conseil ont accueilli favorablement le projet de résolution, beaucoup soulignant la nécessité de maintenir l’élan du sommet d’Annapolis, et d’autres notant que le Conseil n’avait pas agi sur le Moyen-Orient depuis près de cinq ans.
Condoleezza Rice a souligné que le texte réaffirmait le processus d'Annapolis comme la voie à suivre. Le texte décrivait les contours des négociations, définissait le rôle de la communauté internationale, confirmait l’irréversibilité des négociations bilatérales et approuvait les efforts des parties.
Sergueï Lavrov a déclaré que l'appel à la pleine mise en œuvre des engagements au titre de la "Feuille de route" était une partie particulièrement importante du texte, tout comme le soutien à une position palestinienne unifiée. Le sommet de Moscou avait été proposé avec l'intention de poursuivre sur cette lancée. David Miliband a noté que les résolutions du Conseil au fil des ans avaient jeté les bases d'un règlement politique de la situation et qu'il importait maintenant d'exprimer sa détermination à faire de réels progrès en 2009.
Le représentant de la Libye, cependant, a déclaré que l’action du Conseil avait été rare au cours des 60 dernières années, notant que lorsque l’organe de 15 membres s’était prononcé, ses paroles n’avaient pas été traduites en actes. Il a déclaré que la situation dans la région depuis le lancement du processus d'Annapolis s'était encore détériorée, exhortant le Conseil à agir rapidement pour protéger les civils confrontés à des châtiments collectifs, ce qui constituait un crime contre l'humanité.